# 198700 Nataliegrünewald
198700 Nataliegrünewald este un asteroid din centura principală de asteroizi.

## Descriere
198700 Nataliegrünewald este un asteroid din centura principală de asteroizi. A fost descoperit pe 5 februarie 2005 la Wildberg de Rolf Apitzsch. Asteroidul prezintă o orbită caracterizată de o semiaxă mare de 2,88 ua, o excentricitate de 0,22 și o înclinație de 13,1° în raport cu ecliptica.